# Садовий провулок (Мелітополь)
Садовий провулок — провулок в Мелітополі. Починається біля дитячого садка № 17 «Дюймовочка» на вулиці Шмідта, з'єднуючись із проїжджою частиною пішохідним проходом. Перетинається з провулком Шмідта. Закінчується біля «Зеленої» поліклініки (міська поліклініка № 1) на вулиці Івана Алексєєва.
Складається з приватного сектора та багатоповерхової забудови, що є частиною великого житлового масиву. Покриття ґрунтове.

## Назва
Назва провулка пов'язана з репутацією Мелітополя як міста садів і меду (грецькою «Мелітополь» означає медове місто). «Садовий» — поширена назва серед вулиць України, розташованих поблизу зелених насаджень. На північ від провулка знаходиться парк Горького, на південь — НДІ зрошуваного садівництва із садовими територіями.
Вулиця, що йде паралельно провулку, також називається Садовою. Крім цих сусідів-тезок, у різні роки в Мелітополі існували й інші вулиці з такою назвою:
- частина сучасної вулиці Олександра Довженка наприкінці XIX — на початку XX ст. була окремою Садовою вулицею;
- на початку XX століття існував Садовий провулок, що виходить на вулицю Олександра Невського;
- в 1924 році згадується Садова вулиця на Червоній Гірці;
- в 1925 році згадується Садова вулиця на Піщаному;
- в 1961 згадується якийсь Садовий проїзд[3].

## Історія
Точний час виникнення провулку невідомий. Як і сусідня Садова вулиця, вперше він згадується 20 грудня 1946 року в протоколах засідання міськвиконкому.

## Галерея
|                            |                                       |                                 |                                |
| табличка з назвою провулка | прохід на провулок з боку вул. Шмідта | вид у бік «Зеленої» поліклініки | вихід до «Зеленої» поліклініки |